# 小物
| ウィキペディアには「小物」という見出しの百科事典記事はありません（タイトルに「小物」を含むページの一覧/「小物」で始まるページの一覧）。 代わりにウィクショナリーのページ「小物」が役に立つかもしれません。 |